# Parexarnis photophila
Parexarnis photophila là một loài bướm đêm trong họ Noctuidae.